# Rádio Popular
Rádio Popular AM é uma estação de rádio do município de Duque de Caxias, no estado do Rio de Janeiro, que opera na frequência 1480 kHz em AM. Possuía programação de variedades, notícias e esporte, tendo ainda programas com orientação evangélica. Foi criada no dia 13 de outubro de 1957 e operava inicialmente em 1590 kHz. Até 2010 era chamada de RDC, acrônimo de Rádio Duque de Caxias.
Seus estúdios estão localizados no bairro 25 de Agosto. Desde meados de 2012, a rádio se encontra fora do ar, e não há previsão para o seu retorno. A emissora já tem seu canal de FM estendido reservado pela ANATEL na migração AM-FM, podendo operar em 82,5 MHz.

## Equipe
- Ivan Santos
- Aloisio Cordeiro
- Jerson Pita
- André Meirelles
- Evandro Mallet
- Vitor Fernandes
- Amanda Moreira
- Leonardo Santos
- Mazinho
- Ediélio Mendonça
- Wagner Luiz
- Rafael Maída
- João Paulo Roque Filho
- Maya de Alencar
- Bispo Roberto Raddi
- Paulo Raddi
- Soraya Raddi
- André DJ

## Equipe Show de Esportes
Cobria o Duque de Caxias e o Duquecaxiense, além do campeonato amador de Duque de Caxias.

### Narradores
- Carlos Ramalho
- Rafael Camargo
- Flávio Macieira

### Comentaristas
- André Paiva
- Daniel Rodrigues
- Sérgio Vicente

### Repórteres
- Alberto Maída
- Evaristo de Ricartti
- Roberto Dutra
- Roger Souto
- Marcílio Cabral

### Plantão/Ancoragem
- Antônio Passos
- Pereira Passos

### Produção
- Felipe Cortez
- Mateus Queiroz
- Jade Maciel

### Operação de Áudio
- Ricardo Cândido
- Everton Martins
- Maciel Júnior

### Coordenação
- Felipe Vasco